# Ячмень (заболевание)
Ячме́нь, или гордео́лум (лат. hordeolum) — острое гнойное воспаление волосяного мешочка ресницы или сальной железы Цейса, которая располагается около луковицы ресниц. Существует также т. н. внутренний ячмень, когда воспаляется долька мейбомиевой железы. Симптомы обеих форм — воспаление и отёк края века, краснота, болезненность. Ячмень вызывается бактериальной инфекцией (в 90—95 % случаев — золотистым стафилококком) и чаще всего наблюдается при ослабленном иммунитете (например, после простудных заболеваний). В зависимости от места локализации воспаления, ячмень делится на две формы: внутренний и наружный. Оба вида могут встречаться как у взрослых, так и у детей.

## Течение заболевания
На крае века появляется болезненная, ограниченная припухлость, отёк, покраснение конъюнктивы века. Через 2—4 дня на верхушке припухлости образуется желтоватая головка, при вскрытии которой появляется гной с частицами омертвевшей ткани. Возможно появление нескольких ячменей.
В ряде случаев возможны головные боли, повышение температуры тела, увеличение ближайших лимфатических узлов. Выдавливание гноя противопоказано; подобная попытка может привести к распространению инфекции в сторону орбиты с возникновением флегмоны глазницы, тромбоза кавернозного синуса мозга, менингит.

### Осложнения

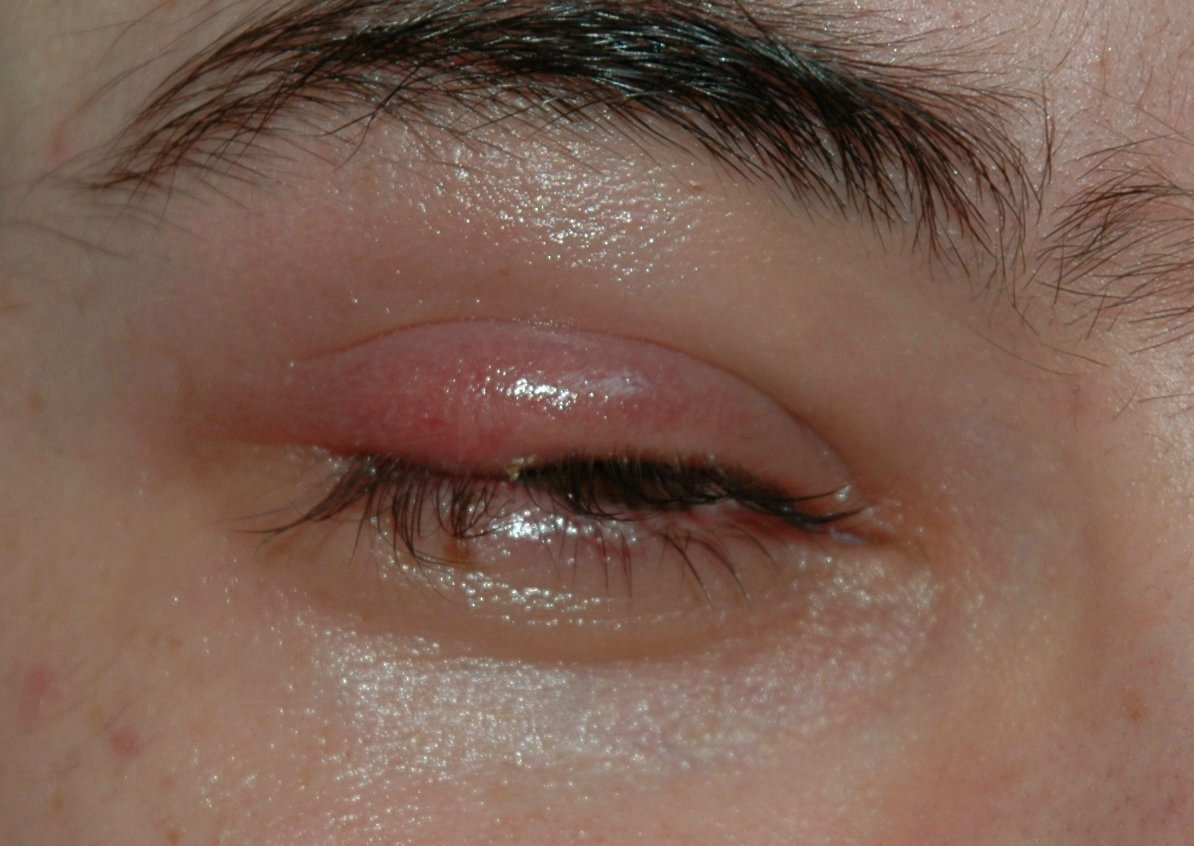
Ячмень

Осложнения ячменя возникают в очень редких случаях. Однако наиболее частым осложнением ячменя является прогрессирование халязиона, который вызывает косметическую деформацию, раздражение роговицы и часто требует хирургического удаления. Осложнения также могут возникать из-за неправильного хирургического вскрытия и в основном состоят из нарушения роста ресниц, деформации века или свища века. Крупный ячмень может мешать зрению.
Целлюлит век — ещё одно потенциальное осложнение ячменя, которое представляет собой генерализованную инфекцию века. Прогрессирование ячменя до системной инфекции (распространяющейся по всему организму) встречается крайне редко, и зафиксировано лишь несколько случаев такого распространения.

## Мейбомит
Сходная клиническая картина наблюдается и при воспалении мейбомиевых желёз — так называемый внутренний ячмень, или мейбомит, при котором, однако, воспаление развивается менее остро. Внутренний ячмень (мейбомит) вскрывается в конъюнктивальный мешок. Иногда после него развивается халазион — хроническое воспаление хряща вокруг мейбомиевой железы. Кожа не спаяна с образованием, безболезненна. Беспокоит только косметический дефект.

## Факторы риска
Факторами риска развития ячменя являются общее переохлаждение организма, эндокринные нарушения и хронические заболевания желудочно-кишечного тракта.
Важное место занимает состояние век: наличие демодекоза, блефаритов.

## Профилактика
Основная профилактика ячменя на глазу — прежде всего соблюдение правил личной гигиены. Нужно стараться не трогать и не тереть глаза грязными руками. Использовать индивидуальную косметику и индивидуальные средства личной гигиены (полотенце, тампоны для умывания и прочее). Также большую роль играет иммунитет человека.

## Лечение
Лечение обычно не требуется. Для ускорения выздоровления можно использовать тёплые компрессы и мази с антибиотиками; эффективность этих мер, однако, находится под вопросом.
Нежелательны попытки вскрытия, выдавливания из очага воспаления, так как при этом возможно распространение инфекции на близлежащие ткани вплоть до воспаления глазницы и мозговых оболочек.
При повышении температуры тела и общем недомогании следует обратиться к врачу для решения вопроса о необходимости назначения антибиотикотерапии. При образовании гнойника (абсцесса) может потребоваться хирургическое вмешательство.
Прогноз, как правило, благоприятный. Своевременное активное лечение[какое?] ячменя и сопутствующих заболеваний позволяет избежать развития осложнений. Больные, страдающие рецидивирующим ячменём, должны быть тщательно обследованы с целью выявления возможного этиологического и предрасполагающих факторов.